# Tellervo diapientis
Tellervo diapientis är en fjärilsart som beskrevs av Embrik Strand. Tellervo diapientis ingår i släktet Tellervo och familjen praktfjärilar. Inga underarter finns listade i Catalogue of Life.